# Sweet Georgia Brown
A Sweet Georgia Brown egy dzsessz-sztenderd, melyet 1925-ben Ben Bernie és Maceo Pinkard írt. A dalszöveg Kenneth Casey munkája.
A dalt 1925-ben rögzítette lemezre Ben Bernie a Hotel Roosevelt Orchestra közreműködésével.
A dal legnépszerűbb verziója 1949-ben született meg. Máig tartó népszerűségéhez hozzájárult, hogy 1952-ben a Harlem Globetrotters kosárlabdacsapat szignáljává vált.

## Híres előadói
- California Ramblers
- Ethel Waters
- Cab Calloway
- Ella Fitzgerald
- Louis Armstrong
- Coleman Hawkins és Benny Carter
- Django Reinhardt
- Art Tatum
- Charlie Parker és Dizzy Gillespie
- Charles Mingus
- Pearl Bailey
- Mark O'Connor
- Ray Charles
- Wynton Marsalis Quintet, km.: Mark O'Connor & Frank Vignola
- Tommy Emmanuel & Joscho Stephan
- Frankfurt Radio Big Band
- Chris Barber's Jazz Band
- Stéphane Grappelli & David Grisman